# Philipp Simon (Apotheker)
Johann Philipp Siegmund Simon (* 12. März 1807 in Eiterfeld; † 25. November 1871 in Eltville am Rhein) war nassauischer Amtsapotheker und Landtagsabgeordneter.
Philipp Simon war der Sohn des Amtmanns Franz Ignatz Simon (* 13. Mai 1775 in Fulda; † 15. Oktober 1847 ebenda) und der Katharina Theresia geborene Motter (Molter) (* 19. April 1782 in Fulda; † 29. Januar 1845 ebenda). Philipp Simon, der katholischer Konfession war, heiratete am 25. Juni 1835 in Eltville Maria Katharina Elisabetha geborene del’Haye (* 10. März 1815 in Frankfurt am Main; † 22. Februar 1884 in Eltville), die Tochter des Eltviller Amtsapothekers Michael del’Haye.
Philipp Simon studierte Pharmazie und übernahm die Amtsapotheke Eltville von seinem Schwiegervater.
Während der Märzrevolution war Simon Mitglied des „Vereins für Freiheit, Gesetz und Ordnung“.
Bei der Urwahl 1864 zur Wahl der Zweiten Kammer der Landstände des Herzogtums Nassau gaben im Wahlkreis XIX (Eltville) von den 118 wahlberechtigten Bürgern der ersten Klasse 105, von den 361 wahlberechtigten Bürgern zweiter Klasse 291 und von den 1405 wahlberechtigten Bürgern dritter Klasse 772 ihre Stimme ab. Gewählt wurden in der Urwahl 65 Wahlmänner. Diese waren bei der Wahl des Landtagsabgeordneten vollzählig. Simon erhielt 35 Stimmen und war damit im ersten Wahlgang gewählt. Seine Gegenkandidaten, der Gutsbesitzer Joh. Baptist König aus Rauenthal erhielt 29 und der Gutsbesitzer Nicolaus Mahr aus Eltville eine Stimme. Er blieb bis 1865 Landtagsabgeordneter.